# Hydnophytum amboinense
Hydnophytum amboinense är en måreväxtart som beskrevs av Odoardo Beccari. Hydnophytum amboinense ingår i släktet Hydnophytum och familjen måreväxter.
Artens utbredningsområde är Moluckerna. Inga underarter finns listade i Catalogue of Life.